# 91869 Ellenjozoff
91869 Ellenjozoff este o planetă minoră (asteroid) din centura de asteroizi. A fost descoperită pe 29 octombrie 1999 la Stația Anderson Mesa de Lowell Observatory Near-Earth-Object Search. 
Obiectul prezintă o orbită caracterizată de o semiaxă mare de 3,1833312623987 UAi, o excentricitate de 0,070948713087863, o înclinație de 13,90507761519 ° în raport cu ecliptica.